# Алексанян Андранік Вардеванович
Андранік Вардеванович Алексанян (6 травня 1998, Хмельницький) — український співак, представник України на Дитячому конкурсі Євробачення 2009, де посів п'яте місце.
Народився 6 травня 1998 р. у Хмельницькому. Батько вірменин, мати українка. Незадовго до його народження батьки переселились з Вірменії.
З п'яти років Андранік почав серйозно займатися музикою. Навчається у студії при музичному училищі імені Заремби (педагог — Н. Н. Решовська). З 2006 р. бере активну участь у концертних програмах.
У репертуар Андраніка входить 45 пісень. Він складається із класичних, народних, сучасних і джаз-вокальних композицій, авторства Д. Гершвіна, Д. Каччіні, Т. Петренко, М. Балеми, А. Злотника, Володимира Івасюка й ін.
Андранік є інвалідом дитинства, його діагноз — ахондродисплазія (уроджений дефект росту кісток), відставання в рості, вірусна деформація обох нижніх кінцівок, сколіоз грудного відділу хребта, ротація стоп. За останні п'ять років хлопчик підріс усього на кілька сантиметрів, його зріст — 1 метр 8 сантиметрів.

## Нагороди
В 2006 р. здобув перше місце та золоту медаль у міжнародному телеконкурсі «Південний експрес» (м. Ялта), першого місця на Всеукраїнському конкурсі «Пісня над Бугом» (м. Хмельницький), міжнародному конкурсі-фестивалі «Веспремскі ігри» (м. Веспрем, Угорщина). У 2007 році став першим на фестивалі «Струни серця» (м. Хмельницький), Всеукраїнському дитячому музичному конкурсі майбутніх зірок «Діти Сонця» (м. Київ), Всеукраїнському фестивалі «Моя Вірменія» (м. Київ) і Міжнародному фестивалі-конкурсі «Надія Європи» (м. Сочі, Росія). Виступав на фестивалях «OPEN EUROPE», які проходили в Німеччині й Австрії. У 2008 р. став володарем Гран-Прі Міжнародного фестивалю естрадної творчості «Зоряний Крим» (м. Лівадія, Україна), переміг на Всеукраїнському дитячому телеконкурсі «Крок до зірок» (м. Київ) та став другим на Українському національному відборі на «Дитяче Євробачення». У липні 2009 року завоював першу премію в дитячому конкурсі фестивалю «Слов'янський базар» у Вітебську, де виконав пісні «Варто чи ні» й «Чорнобривці». Нагороджений міжнародною премією «Філантроп» (м. Москва), Премії Президента України «Зірка України». Бере участь у концертних турах, виступаючи на концертах як в Україні, так і за кордоном.